# استفانو بلترام
استفانو بلترام (انگلیسی: Stefano Beltrame؛ زادهٔ ۸ فوریهٔ ۱۹۹۳) بازیکن فوتبال اهل ایتالیا است.
از باشگاه‌هایی که در آن بازی کرده‌است می‌توان به باشگاه فوتبال مودنا، باشگاه فوتبال یوونتوس، باشگاه فوتبال باری، باشگاه فوتبال سمپدوریا، باشگاه فوتبال نووارا، و باشگاه فوتبال پرو ورچلی اشاره کرد.
وی همچنین در تیم‌های ملی فوتبال زیر ۱۸ سال ایتالیا، زیر ۱۹ سال ایتالیا، و زیر ۲۰ سال ایتالیا بازی کرده‌است.